# Circuitry Man
Circuitry Man er en amerikansk film fra 1990 af Steven Lovy.

## Medvirkende
- Jim Metzler som Danner
- Dana Wheeler-Nicholson som Lori
- Lu Leonard som Juice
- Vernon Wells som Plughead
- Barbara Alyn Woods som Yoyo
- Dennis Christopher som Leech
- Steven Bottomley
- Barney Burman